# Hedyotis pulchella
Hedyotis pulchella är en måreväxtart som beskrevs av Otto Stapf. Hedyotis pulchella ingår i släktet Hedyotis och familjen måreväxter. Inga underarter finns listade i Catalogue of Life.